# Sagaminopteron
Genre
Sagaminopteron est un genre de mollusques gastéropodes marins (limaces de mer) de la famille des Gastropteridae.

## Liste des espèces
Selon World Register of Marine Species (24 mars 2015) :
- Sagaminopteron bilealbum Carlson & Hoff, 1973 -- Pacifique ouest
- Sagaminopteron nigropunctatum Carlson & Hoff, 1973 -- Indo-Pacifique
- Sagaminopteron ornatum Tokioka & Baba, 1964 -- Japon
- Sagaminopteron psychedelicum Carlson & Hoff, 1974 -- Indo-Pacifique

## Galerie

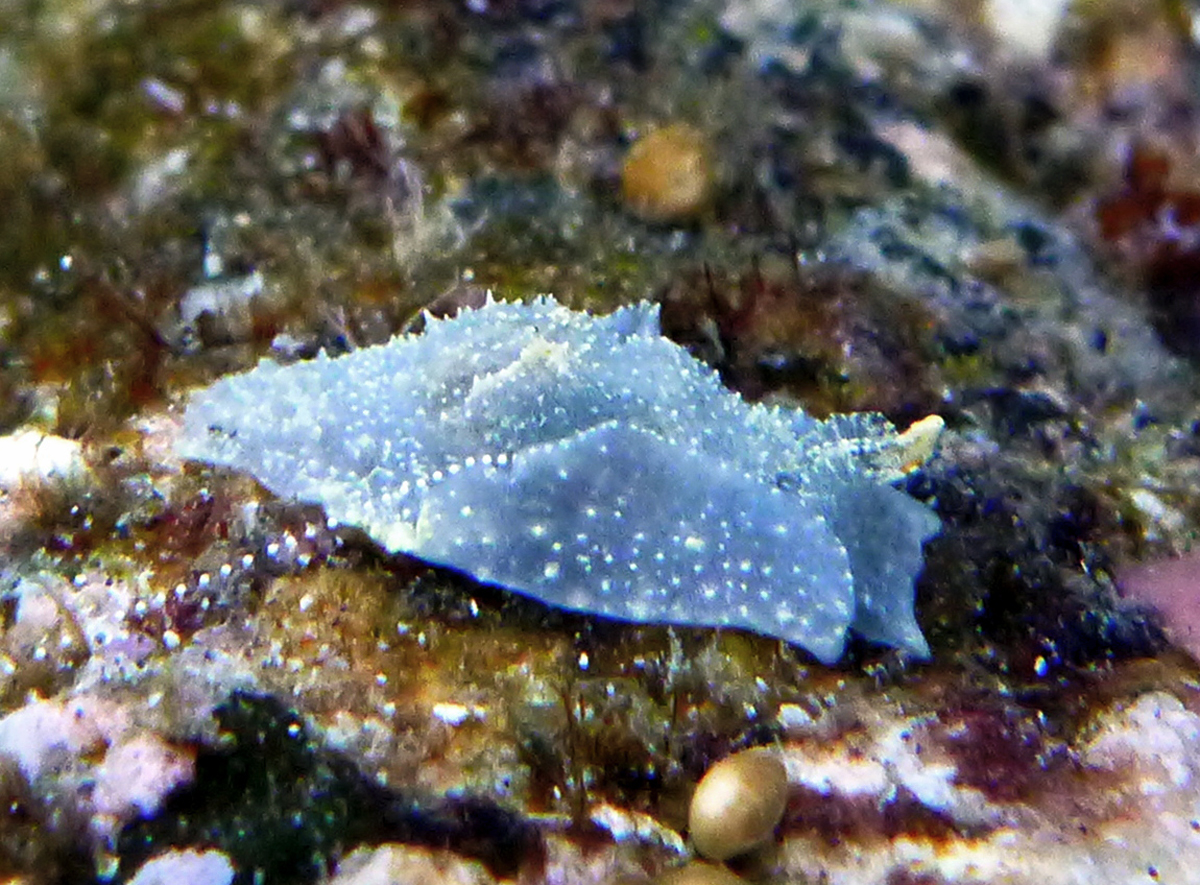
Sagaminopteron nigropunctatum.
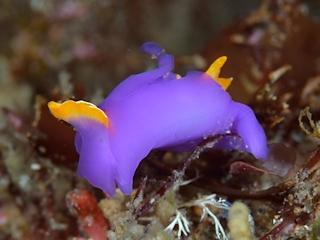
Sagaminopteron ornatum.
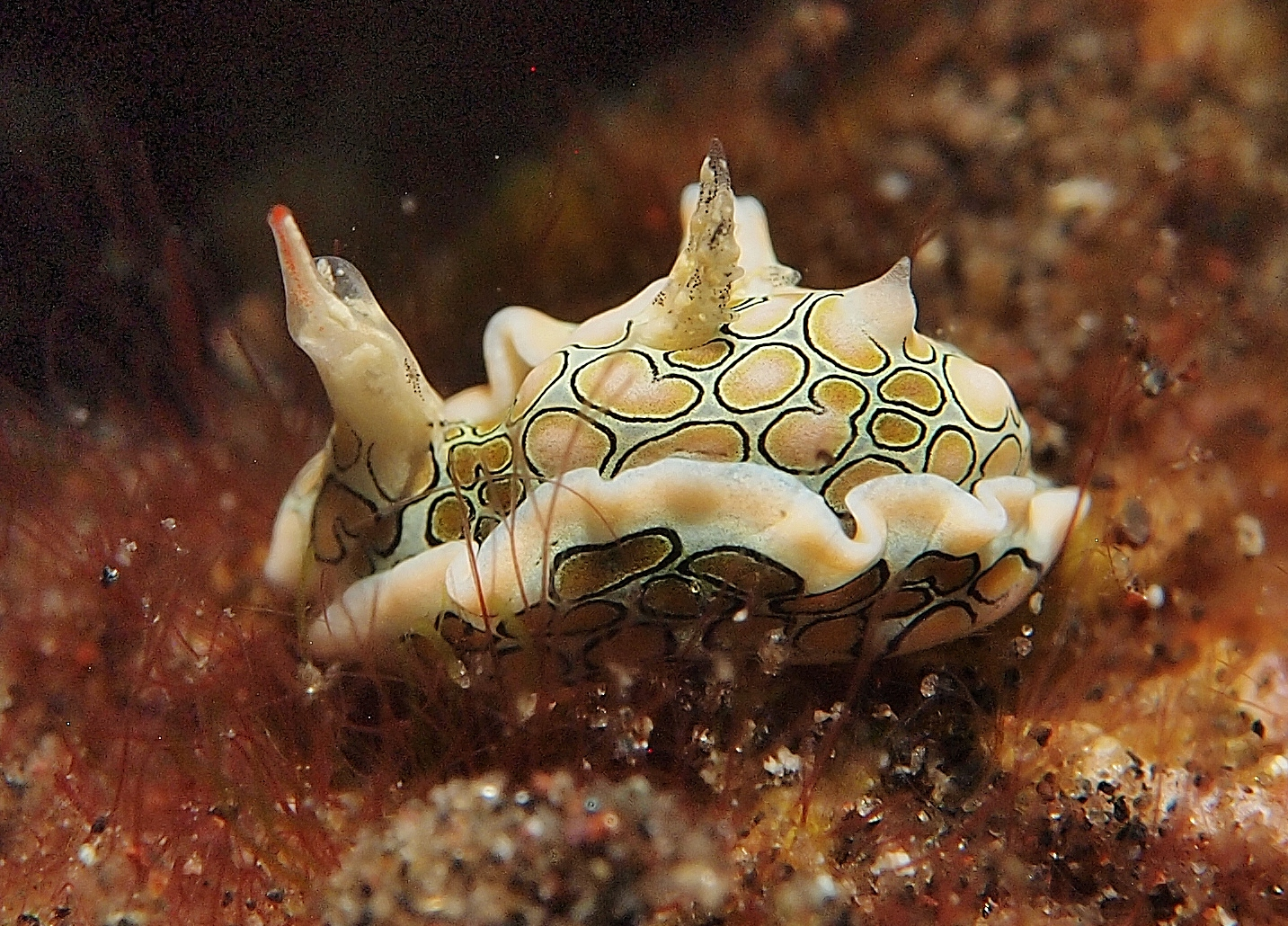
Sagaminopteron psychedelicum.